# 奥州市立黒石小学校
奥州市立黒石小学校（おうしゅうしりつ くろいししょうがっこう）は、岩手県奥州市水沢黒石町にあった公立小学校。略称は黒小（くろしょう）。

## 概要
1873年、学制の発布により藤春院の本堂に開校し、児童数の減少により2024年をもって閉校した小学校である。校名に「黒石」を冠していたのは、この地区一帯を指す「黒石」という地名が由来となっており、同地区の全域を学区としていた。なお、校名は勅令や設置自治体の変遷などによって8回変更しており、閉校時の校名を名乗ったのは2006年のことである。
一時期は黒石地区内に「高清水分校」「二渡分校」「正法寺分教場」の3分校を設けていたが、1967年までに各校とも統合した。そのほか、進学先の中学校である「黒石中学校」を戦後の学制改革から併設していたものの、1969年をもって閉校している。
2000年に落成した鉄筋コンクリート造2階建ての校舎は、学区内にある正法寺の鐘楼のデザインを取り入れつつ、次世代の教育に対応したり環境に配慮した。校舎の外装は、和風建築に用いられる土蔵や雁木を模したキャノピーを採用し、歴史資源に富んだ地域性を表していた。校舎内は、学校教育と地域における生涯学習の両面を考慮した設計となっており、地元民への開放スペースを設けたり、それぞれの学習用途で活動しやすいように部屋の配置が工夫されていた。そのほか、地球温暖化対策の一環として、風力発電や校舎屋根に取り付けたソーラーパネルによって校内で使う電気の一部を賄っていた。
児童数は、記録が残る2000年度以降は減少の一途を辿り、2009年度からは複式学級が常態化していた。また、閉校する2023年度は市内の小学校の中では最小の児童数となり、全学年が複式学級編成（3学級編成）であった。
閉校する2024年3月には、閉校式と閉校記念事業実行委員会主催の「ありがとう 新たな未来への集い」を開催した。閉校式後に行われたありがとう 新たな未来への集いでは、児童によるよさこいソーランや蘇民太鼓の披露のほか、創立150周年にちなんだ150個分の風船を飛ばした。150年の歴史に幕を閉じ、延べ4,700人ほどの児童を送り出した。

## 沿革
- 1873年（明治6年）6月25日 - 黒石小学校として、藤春院（黒石町字鶴城12番地）の本堂に開校[2][6]。
- 1883年（明治16年）11月22日 - 「黒石村公立博文小学校」に改称。黒石町字長根に校舎を落成。高清水分教場と二渡分教場を開設[2][6]。
- 1887年（明治20年）6月29日 - 「黒石村立博文尋常小学校」に改称[7]。
- 1888年（明治21年）
  - 3月31日 - 二渡分教場を統合（廃止）[18]。
  - 4月1日 - 「黒石村立黒石尋常小学校」に改称[18]。
- 1896年（明治29年）4月1日 - 二渡分教場と正法寺分教場（正法寺内）を開設[18]。
- 1901年（明治34年）4月1日 - 高等科を開設し、「黒石村立黒石尋常高等小学校[19]」に改称[18]。
- 1902年（明治35年）
  - 1月15日 - 新校舎を落成[6]。
  - 3月31日 - 正法寺分教場を統合（廃止）[18]。
- 1905年（明治38年）3月31日 - 二渡分教場を統合（廃止）[18]。
- 1919年（大正8年）9月16日 - 黒石農業補修学校を併設[6]。
- 1935年（昭和10年）4月 - 青年学校令施行に伴い、黒石村立黒石青年学校を併設[20]。
- 1941年（昭和16年）4月1日 - 国民学校令施行に伴い、「黒石国民学校」に改称[6][17]。
- 1947年（昭和22年）4月1日 - 学校教育法施行に伴い、「黒石村立黒石小学校」に改称[7][17]。黒石村立黒石中学校を併設[7]。
- 1952年（昭和27年）5月16日 - 給食室を設置し、ミルク給食を開始[21]。
- 1954年（昭和29年）4月1日 - 町村合併による市制施行に伴い、「水沢市立黒石小学校」に改称[21]。
- 1955年（昭和30年）7月10日 - 新校舎建設に伴い、校舎を解体。東校舎は二渡分館、西校舎は黒石中学校特別教室となる[21]。
- 1956年（昭和31年）
  - 1月1日 - 校歌を制定（作詞：藤井逸郎、作曲：竹田伊三郎）[7]。
  - 3月19日 - ブロック造の新校舎と給食室の落成式を挙行[7][9]。
- 1957年（昭和32年）8月20日 - 給食提供を週3日（B型）に変更[21]。
- 1958年（昭和33年）- 校章を制定[6]。
- 1959年（昭和34年）6月26日 - 体育館を落成。校門を設置[21]。
- 1961年（昭和36年）5月3日 - 黒石こども憲法を制定[7]。
- 1963年（昭和38年）4月5日 - 給食提供をA型に変更[21]。
- 1966年（昭和41年）7月20日 - プールを落成[21]。
- 1967年（昭和42年）3月31日 - 高清水分校を統合（廃止）[7]。
- 1972年（昭和47年）4月25日 - 黒石教育後援会が発足[7]。
- 1973年（昭和48年）11月3日 - 情操教育優良校として学研教育賞を受賞[21]。
- 1976年（昭和51年）7月20日 - 黒石森林愛護少年団を結成[6]。
- 1978年（昭和53年）9月5日 - NHK全国学校音楽コンクール岩手県大会にて最優秀賞を受賞[7]。
- 1983年（昭和58年）7月9日 - 新プールを落成[21]。
- 1988年（昭和63年）3月31日 - 鼓笛隊を結成[6]。
- 1989年（平成元年）11月15日 - 岩手県よい歯のコンクールにて最優秀校賞を受賞[7]。
- 1993年（平成5年）5月15日 - 蘇民祭太鼓児童の郡を結成[7][12]。
- 1995年（平成7年）11月6日 - 正しい交通ルールを守る運動県民大会にて県知事賞を受賞[6][7]。
- 1997年（平成9年）10月6日 - 新校舎用地の整地を着工[7]。
- 2000年（平成12年）
  - 2月14日 - 新校舎・体育館の定礎式を挙行[7]。
  - 3月1日 - 新校舎入校式を挙行[7]。
  - プールを落成[1]。
- 2001年（平成13年）2月24日 - 新校舎落成記念式典を挙行[6][9]。
- 2004年（平成16年）10月15日 - 第2回J-KIDS大賞にてベスト8に入賞[22]。
- 2006年（平成18年）2月20日 - 市町村合併に伴い、「奥州市立黒石小学校」に改称。
- 2011年（平成23年）3月11日 - 東北地方太平洋沖地震により各所が被災[23]。
- 2012年（平成24年）9月25日 - J-KIDS大賞の県代表として10年連続選出（全国初）[6]。
- 2021年（令和3年）3月 - 奥州市教育委員会が「奥州市学校再編計画」を策定し、2023年度末での統廃合が決定[24]。
- 2024年（令和6年）
  - 3月16日 - 閉校式と「ありがとう 新たな未来への集い」を開催[16][17]。
  - 3月31日 - 奥州市立姉体小学校（奥州市水沢姉体町）への統合に伴い、閉校[3][17]。

## 教育目標
2023年度の教育目標。
- よく考える子ども（知）
- 心の温かい子ども（徳）
- たくましい子ども（体）

## 学校活動
主な学校行事を掲載。
1学期
- 4月 - 紹介式、始業式、入学式、学校探検（1・2年生）
- 5月 - 運動会
- 6月 - 宿泊学習（5年生）、修学旅行（6年生）
- 7月 - 終業式（夏休み）

2学期
- 8月 - 始業式、夏休み作品発表会
- 9月 - 芸術鑑賞教室（4-6年生）、祖父母交流会、奥州市小学校陸上競技記録会
- 10月 - 学習発表会、マラソン大会、文化発表会
- 12月 - 終業式（冬休み）

3学期
- 1月 - 始業式、冬休み作品発表会
- 2月 - 感謝の会、6年生とふれあう会
- 3月 - 修了式、卒業式（春休み）

## 施設概要
主な施設を掲載。
- 校舎（2,832 m2[1]） - 鉄筋コンクリート造2階建て[9]
- 体育館（937 m2[1]）
- プール（プール槽部分：400 m2、ステンレス造） - 横幅13メートルのメインプールと、横幅3メートルのサブプールが一体となっていた[1]。
- 校庭（13,412 m2[1]）

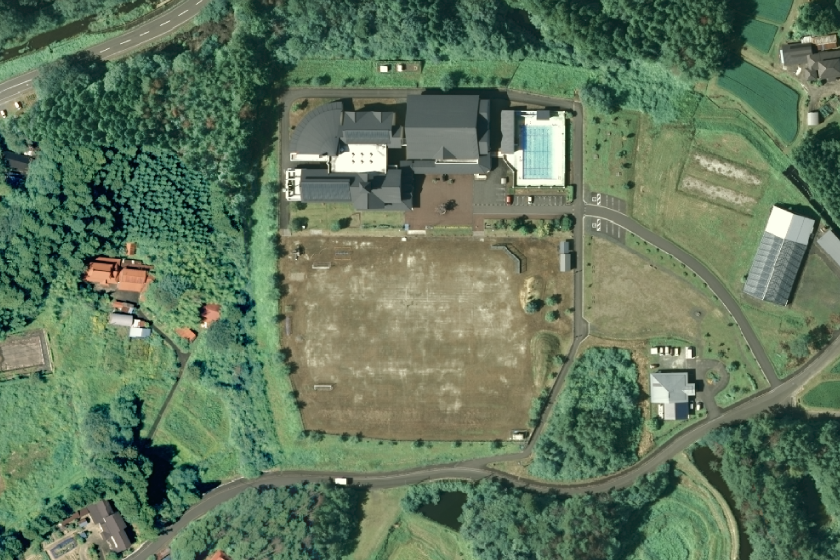
空中写真（2016年8月）

## 児童・学級数
2000年度以降の児童数と学級数の推移。
| 年度                                                  | 児童数  | 増減 | 学級数 | 増減 | 出典   | 備考             |
| ----------------------------------------------------- | ------- | ---- | ------ | ---- | ------ | ---------------- |
| 2000（平成12）年度                                    | 77      |      | 6      |      | [ 26 ] |                  |
| 2001（平成13）年度                                    | 78      | 1    | 6      | 0    | [ 27 ] |                  |
| 2002（平成14）年度                                    | 74      | －4  | 6      | 0    | [ 28 ] |                  |
| 2003（平成15）年度                                    | 70      | －4  | 6      | 0    | [ 29 ] |                  |
| 2004（平成16）年度                                    | 66      | －4  | 6      | 0    | [ 30 ] |                  |
| 2005（平成17）年度                                    | 65      | －1  | 6      | 0    | [ 31 ] |                  |
| 2006（平成18）年度                                    | 66      | 1    | 6      | 0    | [ 32 ] |                  |
| 2007（平成19）年度                                    | 60      | －6  | 6      | 0    | [ 33 ] |                  |
| 2008（平成20）年度                                    | 54      | －6  | 6      | 0    | [ 34 ] |                  |
| 2009（平成21）年度                                    | 49      | －5  | 5      | －1  | [ 35 ] | 複式学級設置     |
| 2010（平成22）年度                                    | 44      | －5  | 5      | 0    | [ 36 ] |                  |
| 2011（平成23）年度                                    | 33      | －11 | 3      | －2  | [ 37 ] |                  |
| 2012（平成24）年度                                    | 28      | －5  | 3      | 0    | [ 15 ] |                  |
| 2013（平成25）年度                                    | 25（1） | －3  | 4（1） | 1    | [ 15 ] | 特別支援学級設置 |
| 2014（平成26）年度                                    | 32（1） | 7    | 4（1） | 0    | [ 15 ] |                  |
| 2015（平成27）年度                                    | 30（1） | －2  | 4（1） | 0    | [ 15 ] |                  |
| 2016（平成28）年度                                    | 32（1） | 2    | 4（1） | 0    | [ 15 ] |                  |
| 2017（平成29）年度                                    | 43（1） | 11   | 5（1） | 1    | [ 15 ] |                  |
| 2018（平成30）年度                                    | 43      | 0    | 4      | －1  | [ 15 ] |                  |
| 2019（令和元）年度                                    | 39      | －4  | 4      | 0    | [ 15 ] |                  |
| 2020（令和2）年度                                     | 34      | －5  | 4      | 0    | [ 15 ] |                  |
| 2021（令和3）年度                                     | 35（1） | 1    | 5（1） | 1    | [ 15 ] |                  |
| 2022（令和4）年度                                     | 31（1） | －4  | 4（1） | －1  | [ 15 ] |                  |
| 2023（令和5）年度                                     | 26（1） | －5  | 4（1） | 0    | [ 6 ]  | 閉校             |
| ※児童数・学級数内の括弧は特別支援児童・学級数（内数） |         |      |        |      |        |                  |

## 学区
- 奥州市水沢黒石町（全域）
  - 行政区 - 内堀、鶴城、長根、下柳、二渡、正方寺、小黒石、高清水

出典：

## 進学先の中学校
- 水沢市立黒石中学校（水沢市黒石町、現：奥州市水沢黒石町） - 1968年度以前[8]
- 奥州市立水沢南中学校（奥州市水沢真城） - 1969年度以降[5]

## アクセス
黒石地区の中心集落から、県道14号を挟んだ高台に位置していた。

### バス
- 「黒石」バス停（岩手県交通）から徒歩で約10分

### 自動車
- 県道14号と県道197号のT字路交差点（黒石町字鶴城）から県道14号と市道経由で約2分
- 県道14号と国道343号のT字路交差点（黒石町字長根）から国道343号と市道経由で約2分

## 周辺
- デイサービスセンターだいしの園
- 龍門の滝
- 藤春院

## 出身者
- 佐々木精治郎 - 画家